# Galloway (Rind)

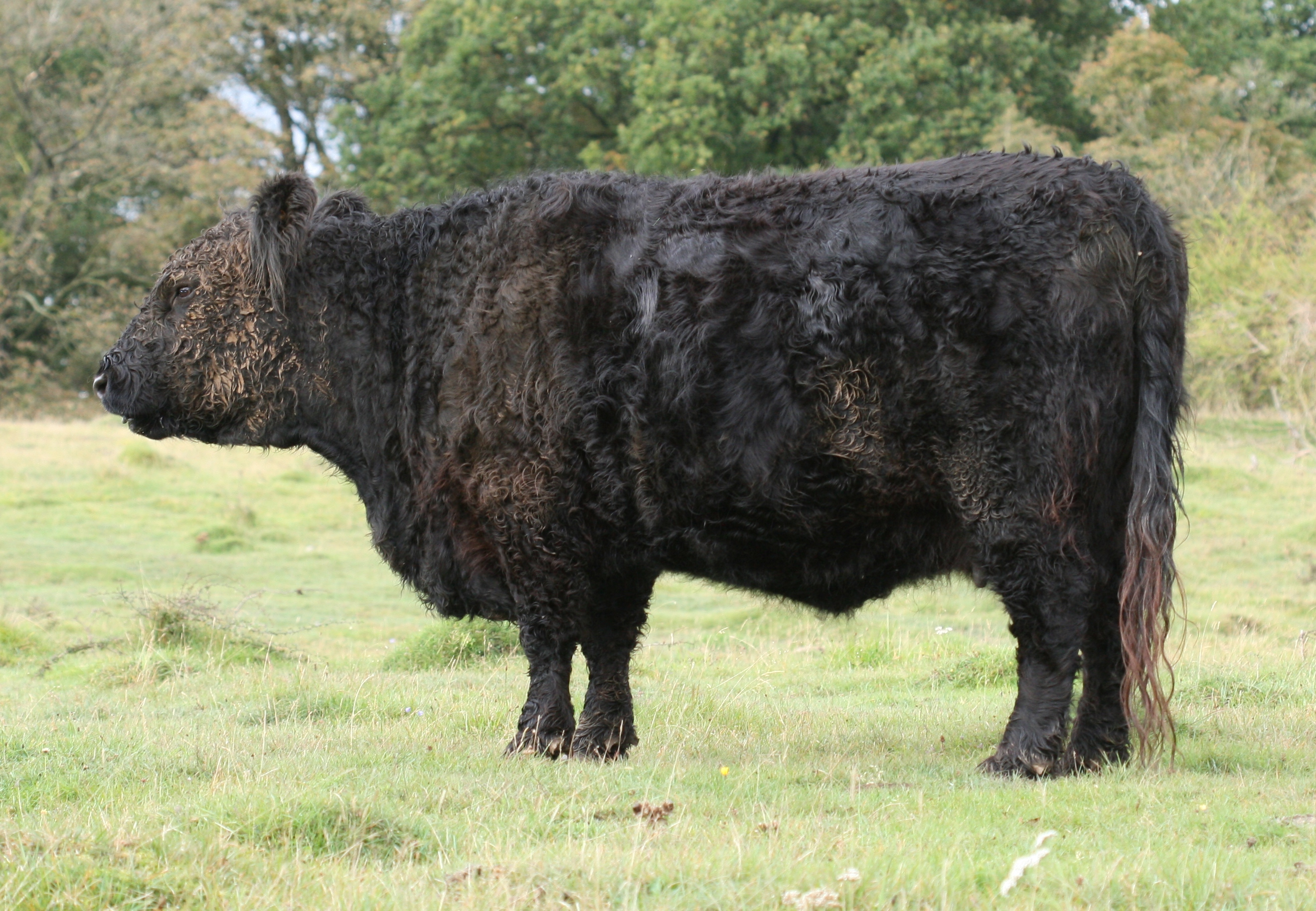
Eine Galloway-Kuh

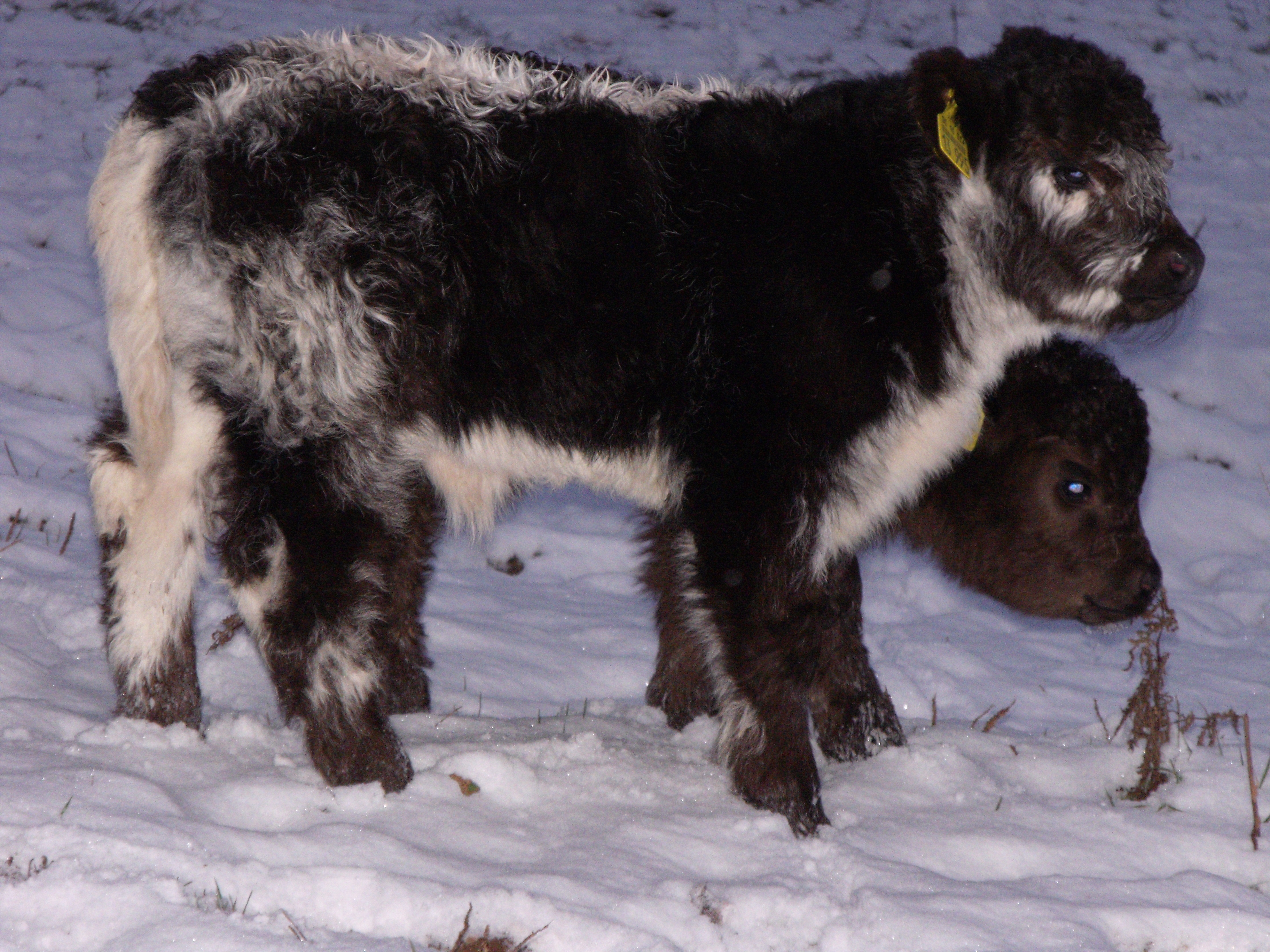
Riggit Galloways

Das Galloway-Rind ist ein für die ganzjährige Freilandhaltung geeignetes Hausrind. Die klein- bis mittelrahmige Robustrasse stammt aus dem namensgebenden Kreis Galloway im Südwesten Schottlands.

## Merkmale
Ein wesentliches Merkmal der Galloways ist ihr doppelschichtiges Fell mit langem, gewelltem Deckhaar und feinem, dichtem Unterhaar. Dies und ihre vergleichsweise dicke Haut sowie der angepasste sparsame Stoffwechsel machen die Galloways besonders widerstandsfähig. Deshalb können sie ohne Probleme auch harte Winter im Freien überstehen. Gezüchtet werden Galloways heute weltweit in den Pigmentierungen
„black“ (schwarz), „dun“ (falb, gelbbraun) und „red“ (rot-braun).
Riggit Galloway ist ein Farbschlag, den es in allen drei Pigmentierungen gibt, bei dem allerdings charakteristisch eine weiße Rückenschecke und weitere unpigmentierte Bereiche an den Hinterbeinen und am Kopf zu finden sind.

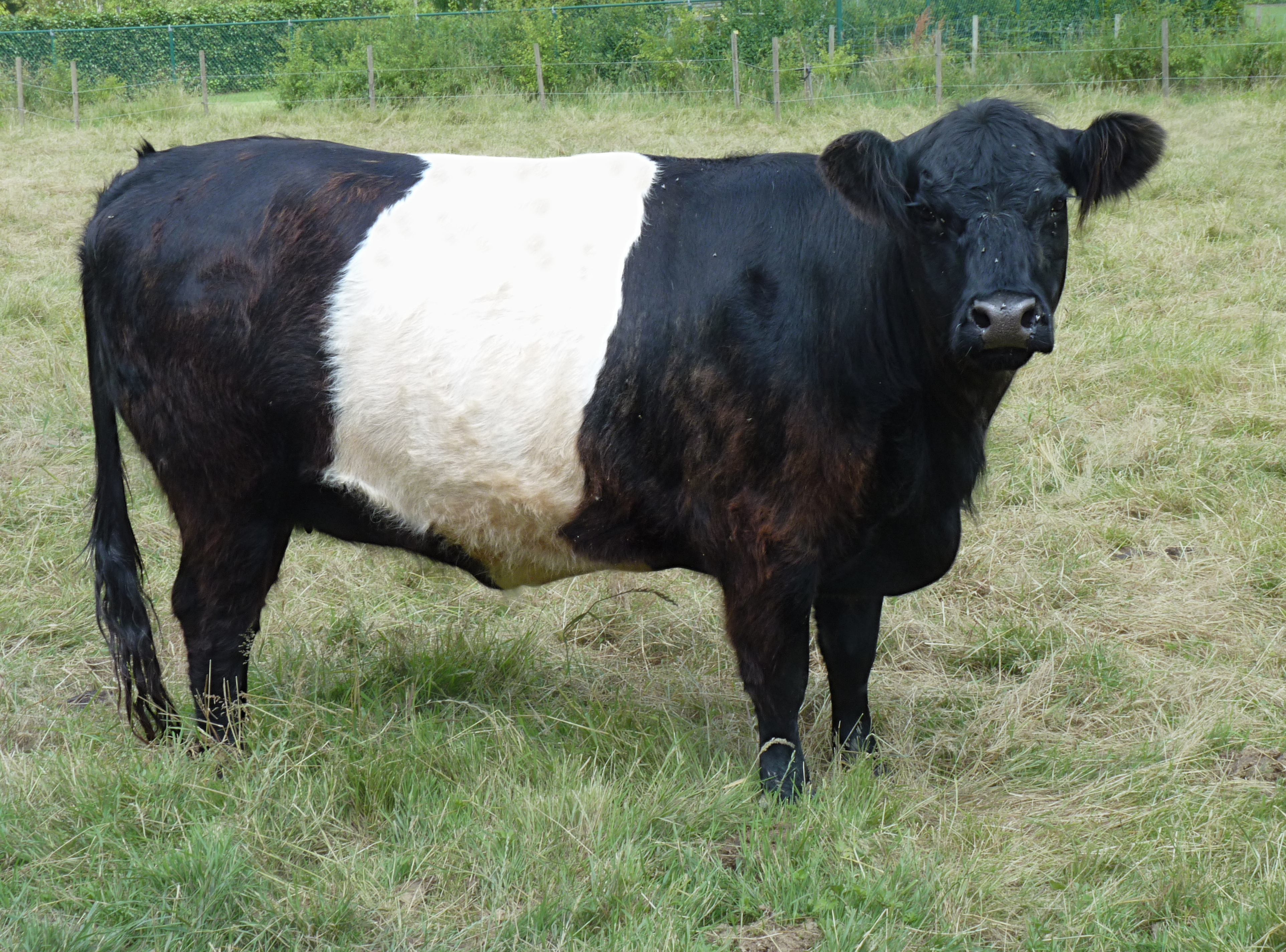
Belted Galloway

Belted Galloway und White Galloway sind eigenständige Rassen. Belted Galloway zeichnen sich rein äußerlich durch ihren unpigmentierten „Gürtel“ (weißen Fellstreifen) um den Bauch aus. White Galloway haben weißes Fell, das im Idealfall eine der genannten Pigmentierungen nur an den Ohren, der Schnauze, den Füßen und um die Augen aufweist.

## Historisches

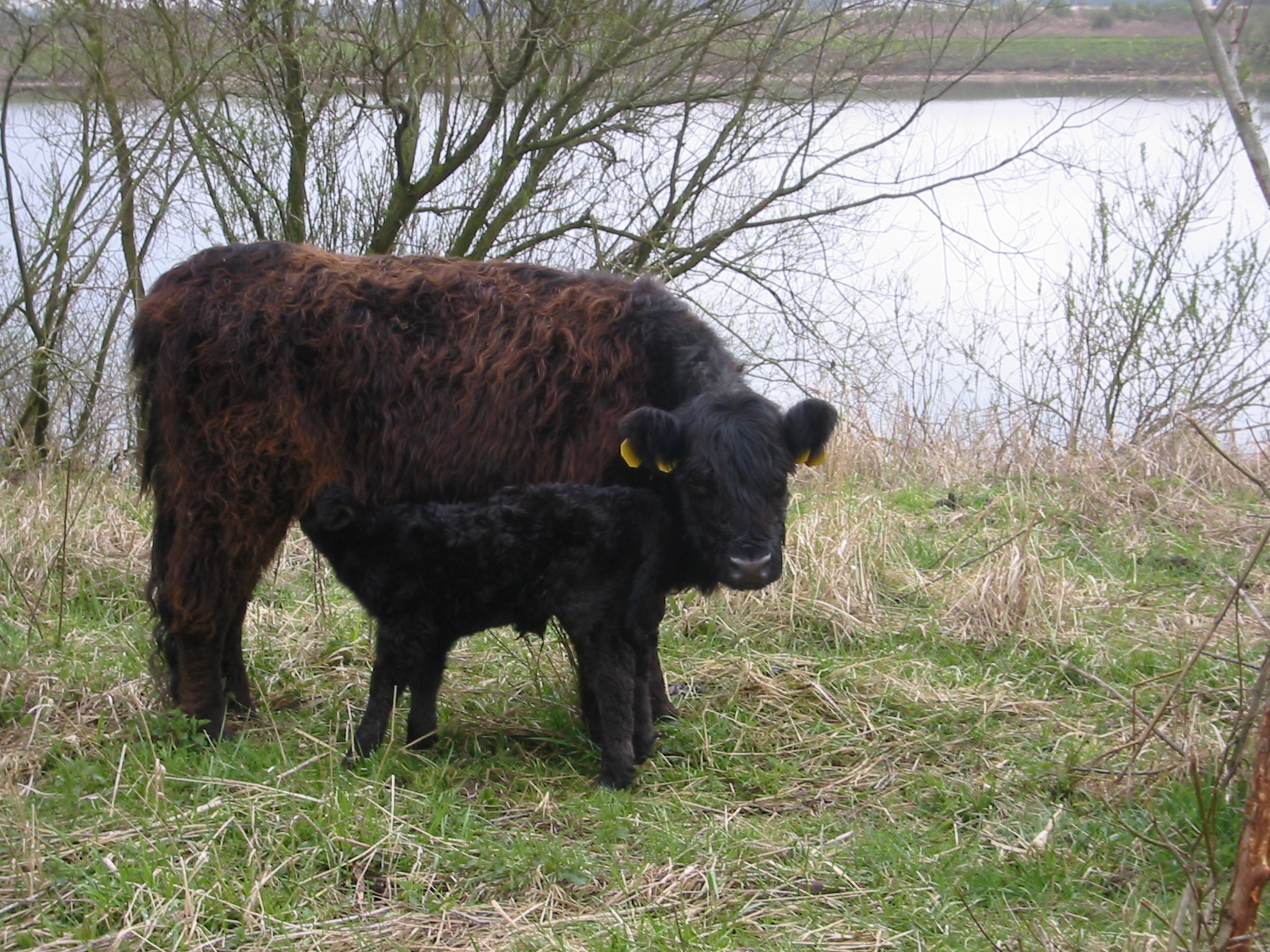
Galloway-Kuh mit Kalb auf der Weide

Auf den vorgeschichtlichen britischen Inseln gab es zwei Urformen heutiger Rinderrassen: die eine war hornlos (Vorfahren der Galloways), die andere hatte kurze Hörner (später Highland-, Devon- und Herefordrinder).
Die erste historische Beschreibung dieser Tiere geht auf den Dichter Livius († zwischen 207 und 200 v. Chr.) zurück. Die Römer kannten bereits das vorzügliche Fleisch der schwarzen Rinder. Diese waren die einzigen Lebewesen, die den Hadrianswall, der die römische Provinz Britannia vor den Stämmen aus Schottland schützte, von Norden her passieren durften. Schottische Herdbücher wurden seit dem Mittelalter geführt, fielen aber einem Brand im Landwirtschaftsministerium in Edinburgh 1851 zum Opfer. 1878 erfolgte die Gründung der Galloway Cattle Society in Castle Douglas ausschließlich für einfarbige Tiere. Im Jahre 1921 folgte die Belted Galloway Cattle Society, die in separaten Herdbuchsektionen auch Riggets und White Galloways registriert. In Deutschland können die verschiedenen Rassen seit 2002 miteinander angepaart und in einem gemischten Herdbuch aller Galloway-Varianten eingetragen werden.
Seit einigen Jahren werden im Naturschutz vermehrt Galloway-Rinder für die Pflege von Brachflächen und Extensivgrünland eingesetzt.

## White Galloways

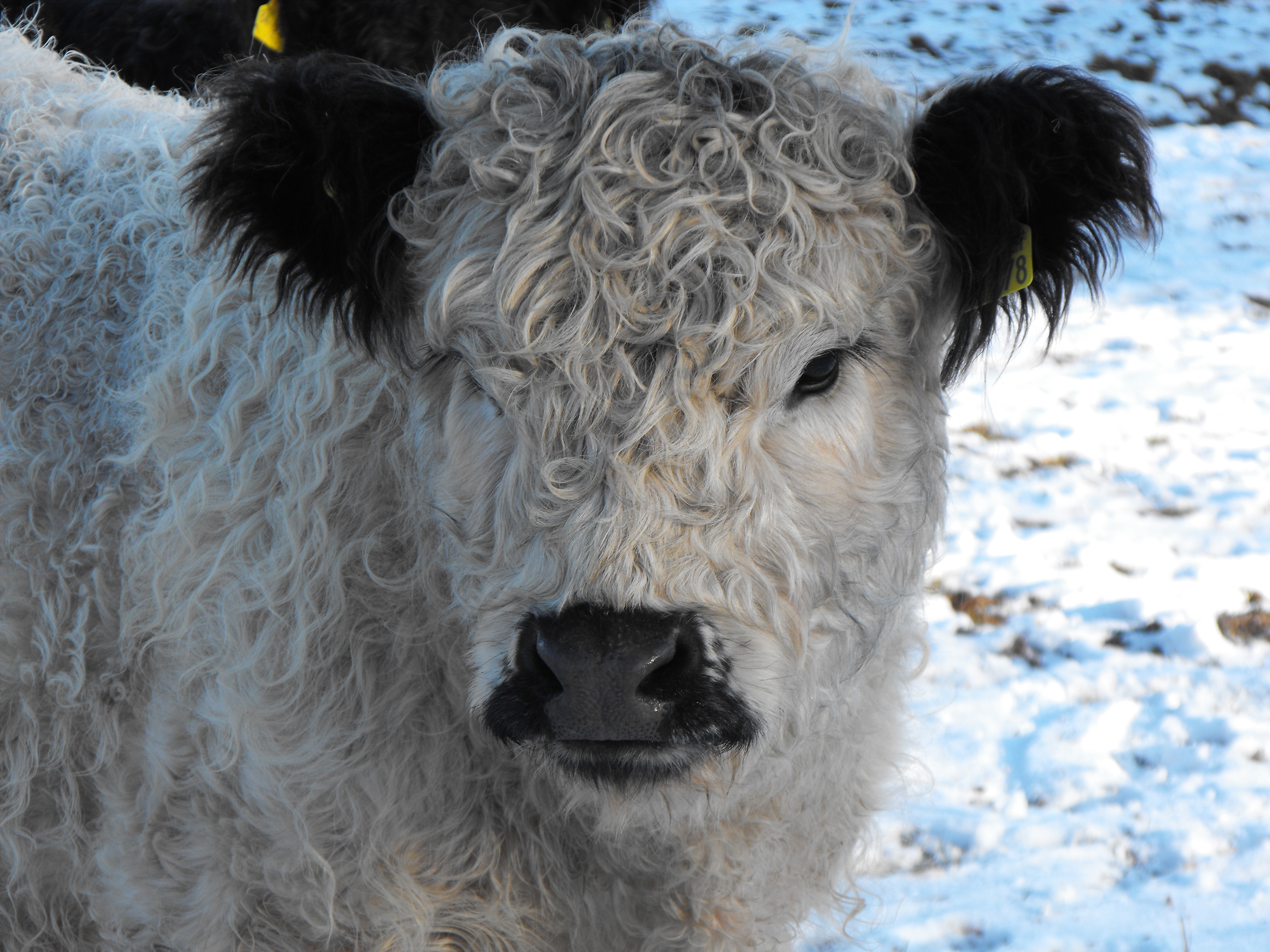
White Galloway

Die White Galloways sind ebenfalls hornlose schottische Rinder, die zur ganzjährigen Freilandhaltung geeignet sind und zu den extensiven, robusten Fleischrinderrassen gehören. Der Hauptanteil ihres Fells ist nahezu weiß, es gibt aber meist schwarze, mitunter auch blonde oder rot-braune Pigmentierung an Ohren, Maul, Füßen und um die Augen.
Diese Merkmale beruhen allerdings auf einer Mischerbigkeit, so dass sie nur mit den bestimmten Wahrscheinlichkeiten nach den Mendelschen Regeln erhalten bleiben. So entstehen in Reinzucht 25 % reinerbig weiße Galloways, 50 % mischerbige, die dem Phänotyp der Ausgangsgeneration entsprechen, und 25 % einfarbige (meist schwarze) Galloways, welche weder weiße Zeichnung zeigen noch vererben können.
Die reinerbigen weißen Galloways entsprechen wiederum auch nicht dem Zuchtziel, da die charakteristische Pigmentierung fehlt. Bei Anpaarung mit einfarbigen Tieren entstehen jedoch zu 100 % mischerbige Tiere mit charakteristischer Pigmentierung. Anpaarungen von mischerbigen mit einfarbigen Tieren bringen wiederum nach Mendel 50 % mischerbige und 50 % einfarbige Tiere. Die Genetik der Farbvererbung bei White Galloways konnte 2013 aufgeklärt werden. Durch eine Duplikation des KIT-Gens auf Chromosom 6 und Translokation auf Chromosom 29 lassen sich die unterschiedlichen Farbschläge (schwarz, gut markiert, übermarkiert, untermarkiert) erklären (White Galloway Stars). Schwarze White Galloways entsprechen dem Wildtyp und haben keine Translokation des KIT-Gens. Gut und übermarkierte White Galloways sind heterozygot und untermarkierte White Galloways homozygot für die Translokation des KIT-Gens auf Chromosom 29. Die von Züchtern bevorzugte gute oder übermarkierte Färbung lässt sich somit durch die Kreuzung des Wildtyps (schwarz) mit einem untermarkierten White Galloway erreichen.
Diese Tatsachen legen auch die Theorie nahe, dass die Zeichnung ein Relikt einer Kreuzung von Galloways mit dem Englischen Parkrind ist, welche durch das ansprechende Aussehen erhalten geblieben ist. Da diese Kreuzung nach vielen Generationen der Anpaarung mit einfarbigen Galloways höchstwahrscheinlich nur noch den veränderten Genort für die äußerlich sichtbare Zeichnung hinterlassen hat, bleiben unterschiedliche Merkmale (wie z. B. eine erhöhte Milchleistung) im Vergleich zu einfarbigen Galloways reine Spekulation.
Es besteht unter Züchtern Uneinigkeit darüber, wie weit die separaten Herdbuchsektionen in Großbritannien bereits eine eigene Rassenbezeichnung für die White Galloways rechtfertigen. Auch wird oft gesagt, dass der Genpool dieser Rinder für eine eigene Rasse nicht ausreichend sei, da die heute noch lebenden weißen Galloways, nachdem sie einst nahezu ausgestorben waren, angeblich nur von zwei Mutterkühen, einer aus Kanada und einer aus Schottland, abstammen. Mit der Aufklärung der Farbvererbung bei White Galloways erscheint jedoch eine eigene Rassebezeichnung nicht mehr gerechtfertigt.

## Vererbung der Farbschläge
Mit Hilfe eines Modells mit drei verschiedenen Genorten lassen sich bei Anpaarung der verschiedenen Farbschläge Wahrscheinlichkeiten für den Farbschlag des Kalbes nach den Mendelschen Gesetzen ausrechnen. So kommt bei allen Anpaarungen ein Kalb zur Welt, dessen Farbschlag zwar nicht immer anhand der Phänotypen der Elterntiere, aber zumindest immer anhand deren Genotypen zu erklären ist.
So kann bei White Galloways über viele Generationen hinweg ein Riggit- oder Belted-Gen unbemerkt bleiben und dann wieder zur Ausprägung kommen. Generell gilt aber, dass jegliche weiße Zeichnung, egal ob bei White-, Riggit- oder Belted-Galloway, nicht versteckt bei einfarbigen Galloways weitervererbt wird.
Fast alle Anpaarungen führen zu einem der aufgeführten Farbschläge. Einen besonderen Ausnahmefall gibt es, wenn Belted-Gen und Riggit-Gen zusammenkommen und es so zu einer seltsamen Mischung dieser Farbschläge kommt.
Zur Vermeidung solcher Fälle und zur „Reinhaltung der Genetik der einzelnen Farbschläge“ ruft der Bundesverband Deutscher Gallowayzüchter (BDG) zur Reinzucht der verschiedenen Farbschläge auf.
Insbesondere die Belted Galloways werden von renommierten Züchtern ohnehin ausschließlich in Reinzucht gezüchtet.
Bei White- und Riggit Galloways sind sich die Züchter über die Notwendigkeit von Reinzucht uneinig. Die oben beschriebene Problematik der Mischerbigkeit von White Galloways gilt ebenso für Riggit Galloways, so dass bei beiden Farbschlägen in Reinzucht nur 50 % der Nachkommen dem Phänotyp der Eltern und somit dem Zuchtziel entsprechen.
Reinerbige Riggits und reinerbige White Galloways sind komplett unpigmentiert und äußerlich nicht voneinander zu unterscheiden.

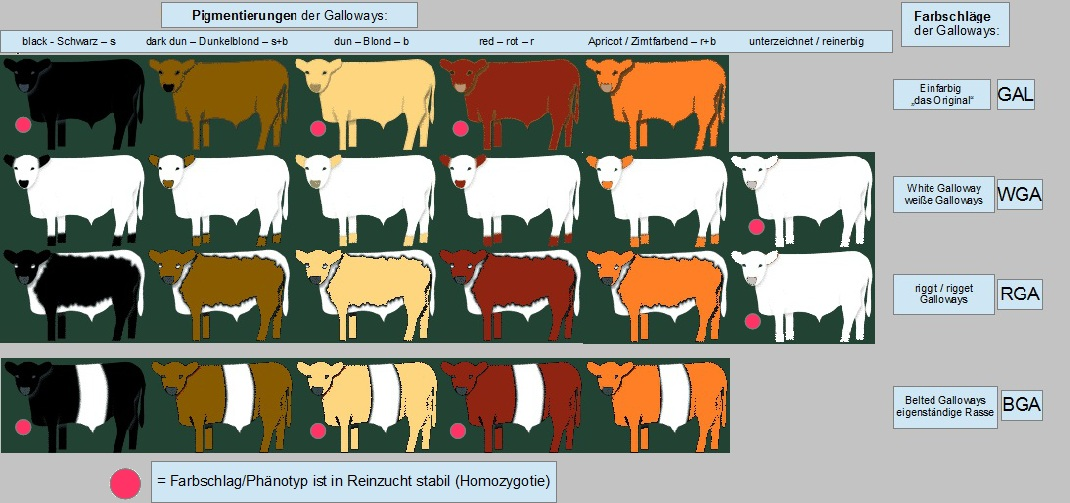

## Vererbung der Pigmentierungen
Zur Vererbung der Pigmentierungen BLACK, DUN und RED lassen sich ebenfalls leicht verständliche Regeln nach Gregor Mendel aufstellen.
So lässt sich sagen, dass eine DUN-Erbanlage immer äußerlich sichtbar ist, eine BLACK Erbanlage ausschließlich im Dunkelblonden Mischerbgang mit DUN unsichtbar bleiben kann und dass ein rezessives RED-Gen im Phänotyp der anderen Pigmentierungen verborgen sein kann. Ist ein Tier phänotypisch RED, so hat es keine Anlagen mehr für die anderen Pigmentierungen. Ist ein Tier apricot-farben, so handelt es sich um den seltenen Fall eines reinerbigen RED-Galloway mit einer zusätzlichen DUN-Anlage.

## Maße und Gewichte

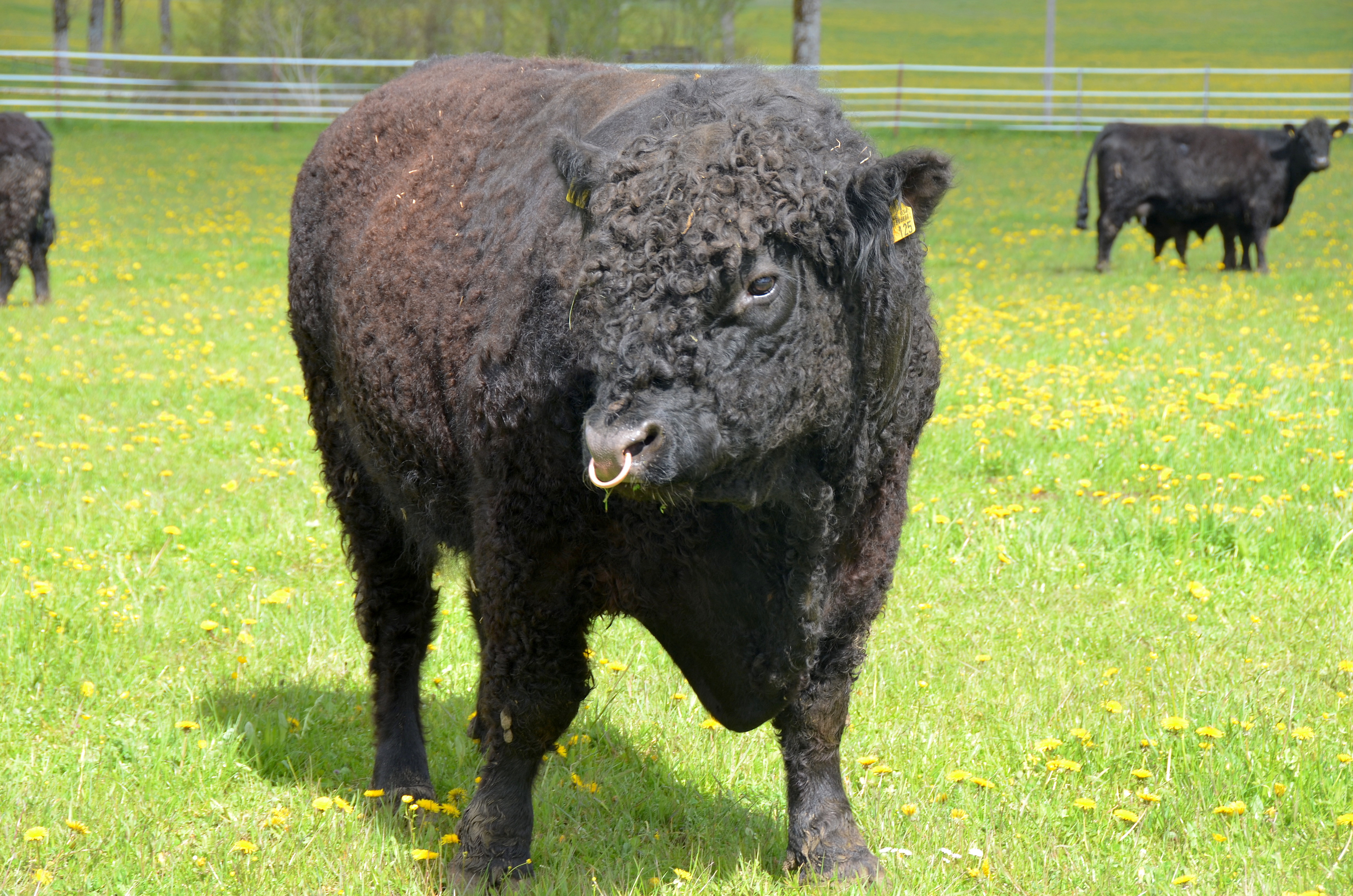
Galloway Bulle auf der Schwäbischen Alb

Bullen: Widerristhöhe: etwa 136 cm, Gewicht: etwa 900 kg; Kühe: Widerristhöhe: etwa 124 cm, Gewicht: etwa 600 kg

## Sonstiges
Im Sommer 2023 entliefen von Weiden in Gleichen im Landkreis Göttingen etwa 70 Tiere. Zuvor sollten sie einem Landwirt seitens der Behörden wegen Überforderung entzogen werden. Die durch defekte Zäune entwichenen Tiere liefen über Monate frei in der Region herum und verursachten Ernteschäden sowie einen Verkehrsunfall. Einfangversuche mit Hilfe von Polizei, Feuerwehren, Landwirten, Jägern sowie Cowboys blieben erfolglos und wurden von Unbekannten sabotiert. Erst im Herbst 2023 konnte rund 60 Tiere eingefangen werden.